# Jeolla Nam
Jeollanam-do (phiên âm Hán Việt: Toàn La Nam Đạo) là một tỉnh nằm ở phía Tây Nam của Hàn Quốc. Thủ phủ của tỉnh là Muan. Gwangju nằm trong tỉnh về mặt địa lý nhưng là một thành phố trực thuộc Trung ương không thuộc tỉnh về mặt hành chính.

## Địa lý
Jeollanam-do là một phần của vùng Honam và có phía Tây giáp Hoàng Hải, phía Bắc giáp tỉnh Jeollabuk-do, phía Nam giáp eo biển Jeju và phía Tây giáp tỉnh Gyeongsangnam-do.
Có khoảng 2000 hòn đảo dọc theo bờ biển, 3/4 số đảo không có người ở. Các sản phẩm từ biển, đặc biệt từ nuôi trồng hàu và tảo biển, là những sản phẩm hàng đầu ở Hàn Quốc.

## Phân cấp hành chính
Jeollanam-do được chia thành 5 thành phố (si) và 17 huyện (gun). Dưới đây là danh sách từng tên trong tiếng Anh, hangul, và hanja.
| Bản đồ        | #          | Tên    | Hangul | Hanja   | Dân số (2012) |
| ------------- | ---------- | ------ | ------ | ------- | ------------- |
|               |            |        |        |         |               |
| — Thành phố — |            |        |        |         |               |
| 1             | Yeosu      | 여수시 | 麗水市 | 296,479 |               |
| 2             | Mokpo      | 목포시 | 木浦市 | 247,207 |               |
| 3             | Suncheon   | 순천시 | 順天市 | 270,274 |               |
| 4             | Gwangyang  | 광양시 | 光陽市 | 144,129 |               |
| 5             | Naju       | 나주시 | 羅州市 | 93,237  |               |
| — Huyện —     |            |        |        |         |               |
| 6             | Muan       | 무안군 | 務安郡 | 71,294  |               |
| 7             | Haenam     | 해남군 | 海南郡 | 81 321  |               |
| 8             | Goheung    | 고흥군 | 高興郡 | 76,118  |               |
| 9             | Hwasun     | 화순군 | 和順郡 | 70,757  |               |
| 10            | Yeongam    | 영암군 | 靈巖郡 | 64,596  |               |
| 11            | Yeonggwang | 영광군 | 靈光郡 | 58,026  |               |
| 12            | Wando      | 완도군 | 莞島郡 | 54 867  |               |
| 13            | Damyang    | 담양군 | 潭陽郡 | 48,329  |               |
| 14            | Boseong    | 보성군 | 寶城郡 | 49,940  |               |
| 15            | Jangseong  | 장성군 | 長城郡 | 47,231  |               |
| 16            | Jangheung  | 장흥군 | 長興郡 | 42,643  |               |
| 17            | Gangjin    | 강진군 | 康津郡 | 41,160  |               |
| 18            | Sinan      | 신안군 | 新安郡 | 46,007  |               |
| 19            | Hampyeong  | 함평군 | 咸平郡 | 37,528  |               |
| 20            | Jindo      | 진도군 | 珍島郡 | 34,486  |               |
| 21            | Gokseong   | 곡성군 | 谷城郡 | 32,896  |               |
| 22            | Gurye      | 구례군 | 求禮郡 | 27,765  |               |

## Tôn giáo
Tôn giáo ở Jeolla Nam (2005)
Theo điều tra dân số năm 2005, dân số của Jeolla Nam 30.5% theo Kitô giáo (21.8% Tin Lành và 8.7% Công giáo) và 16.1% theo Phật giáo. 53.4% dân số phần lớn không theo tôn giáo hoặc theo chủ nghĩa Muism và các tôn giáo bản địa khác.